# Klaus Obermaier
Klaus Obermaier (* 7. März 1955 in Linz) ist ein österreichischer Komponist und Gitarrist.

## Leben
Klaus Obermaier studierte in den Jahren von 1976 bis 1980 am Bruckner-Konservatorium in Linz Gitarre und an der Universität für künstlerische und industrielle Gestaltung Linz sowie 1980 bis 1984 an der Universität für Musik und darstellende Kunst Wien Gitarre bei Karl Scheit.
Im Jahr 1984 erhielt er ebenda das Konzertdiplom mit Auszeichnung.
Von 1989 bis 1998 war Obermaier als Gitarrist Mitglied im Frankfurter Ensemble Modern bei regelmäßigen Tourneen und Aufnahme-Sessions.
In den Jahren 2005 und 2008 war er Adjunct Professor in Komposition an der Webster Vienna Private University Wien. und von 2006 bis 2014 Jury-Mitglied des Internationalen Choreographie-Wettbewerbs no ballet in Ludwigshafen/Deutschland.
Von 2010 bis 2011 hatte er in Rom an der Accademia Nazionale di Danza di Roma die Leitung von Kursen über Choreografie und Neue Medien.
Seit dem Jahr 2006 hat Klaus Obermaier in Venedig eine Gastprofessur in interaktiver Kunst an der Università Iuav di Venezia inne und unterrichtet Neue Medien in Tanz-, Musik- und Theaterperformances.

## Auszeichnungen
- 1984: Würdigungspreis des Bundesministeriums für Wissenschaft und Forschung[1][2]
- 1990: Talentförderungsprämie der Oberösterreichischen Landesregierung[1][2]

## Werke (Auswahl)

### Elektronische Musik
- USA SAU AUS – Solo für Tonband (1985)[3]
- Vier Bilder nach Max Frisch – Solo für Computer (1986)[3]
- Der Pfarrer von Grinzing – ein gregorianischer Choral mit Texten von Karl Marx (1986)[3]
- N.U.R.I. – Solo für Computer (1986)[3]
- Disput – Solo für Tonband (1986)[3]
- Linien – Punkte – Gruppen – Solo für Marimbaphon, Elektrische Gitarre und Synthesizer (1986)[3]
- Time – Solo für Marimbaphon, Elektrische Gitarre und Synthesizer (1986)[3]
- Mit geknickter Röhre und gleichartigen Zipfeln – Elektronik live (1991)[3]
- Deutlich zweilappig, sitzend in traubenähnlichen, schmalen Zymen – Elektronik live (1991)[3]
- Languages – Elektronik live (1991)[3]
- Nierenförmig, fleischig, rosa mit fünf weißen Streifen – Elektronik live (1991)[3]
- Oscoychees – Elektronik live (1991)[3]
- Paysage Metapsychique – Solo für Computer (1991)[3]
- Mouvement – Elektronik live (1991)[3]
- Pih Poh – Elektronik live (1991)[3]
- Articulation – Solo für elektrische Gitarre und Klavier (1991)[3]
- Topos austriacos – Solo für Computer (1992)[3]
- Time*Sailors – Solo für Computer (1995)[3]
- north-north-west – Solo für Computer (1996)[3]

### Ensemblemusik
- Überlagerung und Verschiebung – Duo für Gitarren (1985)[3]
- Vier kurze Stücke – Trio für Marimbaphon, Gitarre und Klavier (1986)[3]
- thirty-five – string quartet no. 2 (1986)[3]
- string quartet no.3 – Quartett für zwei Violinen, Viola und Violoncello (1986)[3]
- Drei Stücke für Streichquartett – für zwei Violinen, Viola und Violoncello (1986–1988)[3]
- Varianten – Duo für Gitarre und Klavier (1988)[3]
- 35 Saxophonquartett – für Sopransaxophon, Altsaxophon, Tenorsaxophon und Baritonsaxophon (1988/1997)[3]
- Dehpur – Duo für Gitarre und Klavier (1988)[3]
- Short Tails – Duo für Gitarre und Klavier (1988)[3]
- Songs for Bruno Manser – Quartett für Flöte (auch Altflöte), Fagott, Vibraphon (auch Marimbaphon) und Kontrabass (1989)[3]
- Box Music – Duo für Gitarre und präpariertes Klavier (1991)[3]
- Balletto – Duo für Gitarre und präpariertes Klavier (1991)[3]
- Gaffa – Duo für präparierte Gitarre und präpariertes Klavier (1992)[3]
- Ta Po – für drei Violinen, zwei Violen, zwei Violoncelli, zwei Kontrabässe (2) und Keyboard (1996)[3]

### Solomusik
- Tasten – Solo für Klavier (1992)[3]
- Étude – Solo für Gitarre (1994)[3]